# محفظه سلولی

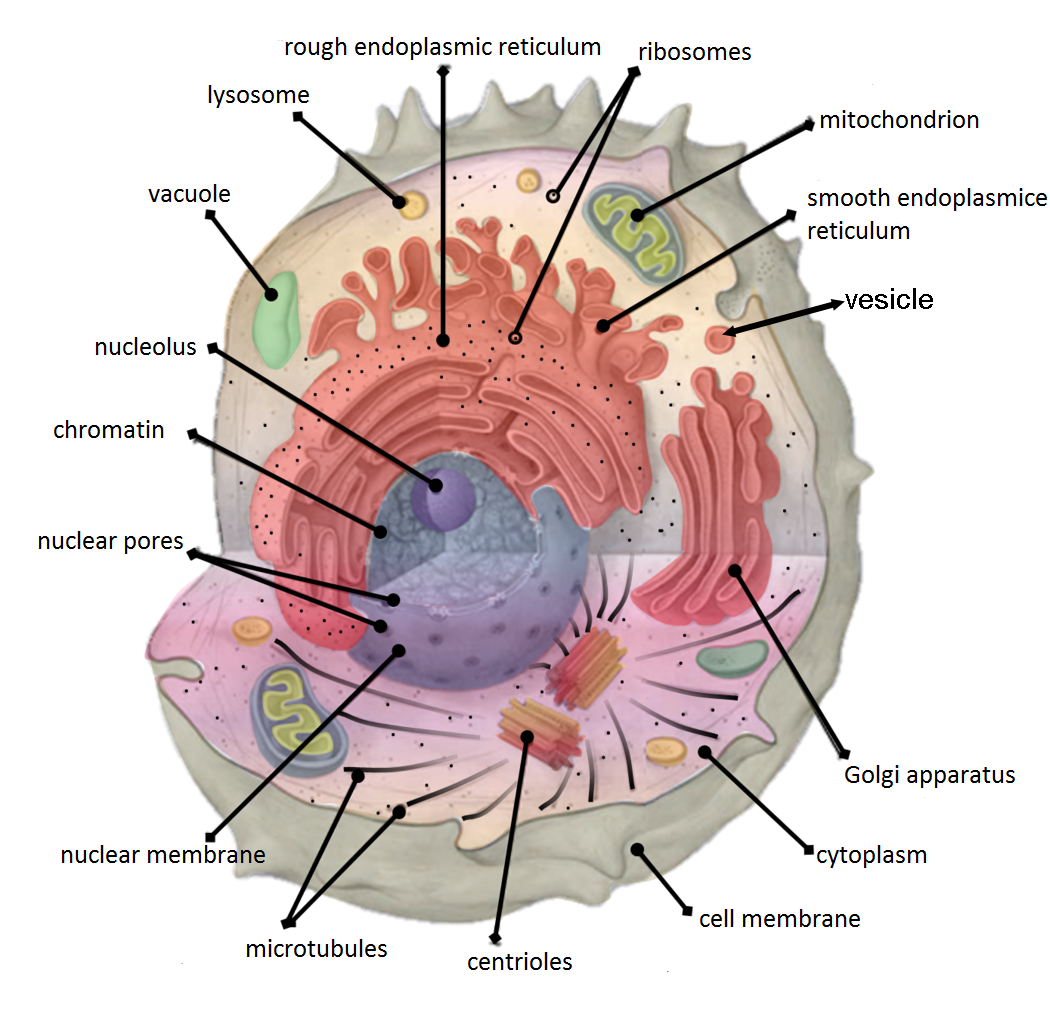
محفظه‌های سلولی پایه

محفظه‌های سلولی در زیست‌شناسی سلولی شامل تمام قسمت‌های بستهٔ درون سیتوزول یک سلول یوکاریوتی است که معمولاً توسط یک غشای تک‌لایه یا دولایهٔ لیپیدی احاطه شده‌است. این بخش‌ها اغلب، اما نه همیشه، به‌عنوان اندامک‌های متصل به غشاء تعریف می‌شوند.
هر دو اندامک، میتوکندری و کلروپلاست (در جانداران فتوسنتزکننده)، محفظه‌هایی هستند که بر پایهٔ پژوهش‌ها منشأ درون-همزیستی دارند. محفظه‌های دیگر مانند پراکسی‌زوم‌ها، لیزوزوم‌ها، شبکهٔ آندوپلاسمی، هستهٔ سلولی یا دستگاه گلژی منشأ درون-همزیستی ندارند. اجزای کوچک‌تر مانند وزیکول‌ها و گاهی حتی میکروتوبول‌ها نیز می‌توانند به‌عنوان محفظه به حساب آیند.
تصور می‌شد که ایجاد محفظه‌ها منحصر به سلول‌های یوکاریوتی است و در سلول‌های پروکاریوتی انجام نمی‌شود اما کشف کربوکسیزوم‌ها و ریزمحفظه‌های باکتریایی این موضوع را رد کرد و مشخص شد که پروکاریوت‌ها نیز قادر به ایجاد محفظه‌ها هستند. البته محفظه‌های پروکاریوتی در بیشتر موارد، ساختار دولایهٔ فسفولیپیدی ندارند، بلکه پوششی پروتئینی دارند.

## انواع
به‌طور کلی، ۴ گونه محفظهٔ سلولی اصلی وجود دارد که عبارت‌اند از:
1. محفظهٔ هسته‌ای شامل هسته
2. فضای بین‌سیسترونال که فضای بین غشاهای شبکهٔ آندوپلاسمی (که با پوشش هسته‌ای پیوسته‌است) را در بر می‌گیرد.
3. اندامک‌ها (میتوکندری در همهٔ یوکاریوت‌ها و پلاست‌ها در یوکاریوت‌های فتوتروف)
4. سیتوزول

## عملکردها
محفظه‌ها سه نقش اصلی دارند. یکی ایجاد مرزهای فیزیکی برای فرآیندهای زیستی است که سلول را قادر می‌سازد تا فعالیت‌های متابولیکی مختلف را همزمان انجام دهد. این موضوع می‌تواند شامل نگه داشتن مولکول‌های زیستی خاص در یک منطقه یا نگه داشتن مولکول‌های دیگر در جایی دیگر باشد.
مورد دیگر، ایجاد یک ریزمحیط خاص برای تنظیم مکانی یا زمانی یک فرایند زیستی است.
نقش سوم، ایجاد مکان‌های خاص و مشخص سلولی است که فرایندهای زیستی باید در آن‌ها انجام شود. برای مثال، یک عامل رونویسی ممکن است به‌سمت هسته هدایت شود و در آنجا می‌تواند رونویسی ژن‌های خاصی را القا کند. از نظر سنتز پروتئین، اندامک‌های لازم نسبتاً نزدیک به یکدیگر هستند. هستک‌ها درون پوشش هسته محل سنتز ریبوزوم است. مقصد ریبوزوم‌های سنتز شده برای ترجمهٔ پروتئین، شبکهٔ آندوپلاسمی خشن است. جسم گلژی نیز برای بسته‌بندی و توزیع مجدد در نزدیکی شبکهٔ آندوپلاسمی خشن قرار دارد.

## ظهور هستهٔ یوکاریوتی
تصور می‌شود که سلول یوکاریوتی هنگامی به وجود آمده‌است که یک سلول باستانی اجدادی، یک باکتری هوازی (پیش‌میتوکندری یا proto-mitochondrion) را درونی کرده‌است. منز و همکاران پیشنهاد کردند که توسعهٔ تکاملی هستهٔ سلول یوکاریوتی توسط این همزیستی باستانی-باکتریایی آغاز شده‌است.